# 韦尼松河畔莫尔芒
韦尼松河畔莫尔芒（法語：Mormant-sur-Vernisson，法語發音：[mɔʁmɑ̃ syʁ vɛʁnisɔ̃]）是法国卢瓦雷省的一个市镇，位于该省东部，属于蒙塔日区。

## 地理
韦尼松河畔莫尔芒（47°56'50"N, 2°44'15"E）面积10.92 平方千米，位于法国中央-卢瓦尔河谷大区卢瓦雷省，该省份为法国中北部省份，北起埃松省，西北接厄尔-卢瓦省，西南接卢瓦-谢尔省，南至涅夫勒省和谢尔省，东临约讷省，东北接塞纳-马恩省。
与韦尼松河畔莫尔芒接壤的市镇（或旧市镇、城区）包括：阿米伊、卢万河畔孔夫朗、科尔特拉、皮索河畔圣伊莱尔、索尔泰尔、维勒芒德尔、维莫里。
韦尼松河畔莫尔芒的时区为UTC+01:00、UTC+02:00（夏令时）。

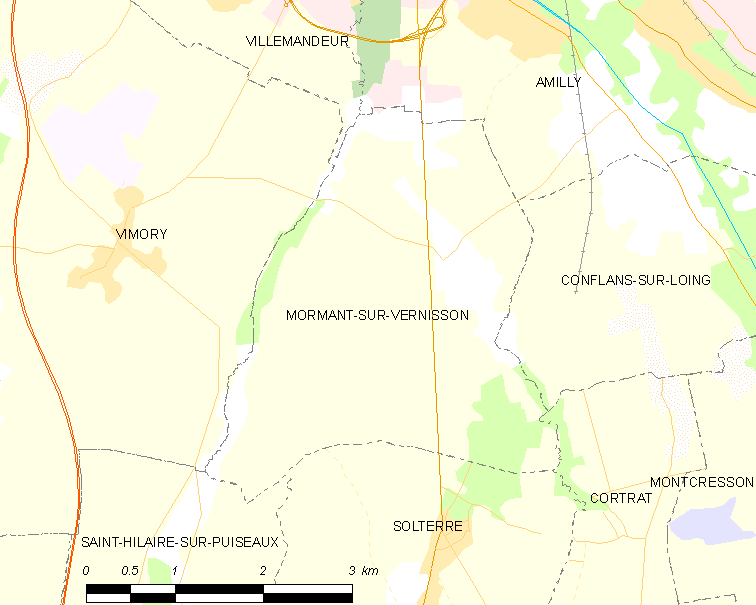
韦尼松河畔莫尔芒的OSM定位图

## 行政
韦尼松河畔莫尔芒的邮政编码为45700，INSEE市镇编码为45216。

## 政治
韦尼松河畔莫尔芒所属的省级选区为蒙塔日县。

## 人口

1962-2008年间韦尼松河畔莫尔芒人口变化图示

韦尼松河畔莫尔芒于2022年1月1日时的人口数量为133人。